# Die Schöpfung
La Création
Pour les articles homonymes, voir La Création.
 (août 2019).
Si vous disposez d'ouvrages ou d'articles de référence ou si vous connaissez des sites web de qualité traitant du thème abordé ici, merci de compléter l'article en donnant les références utiles à sa vérifiabilité et en les liant à la section « Notes et références ».

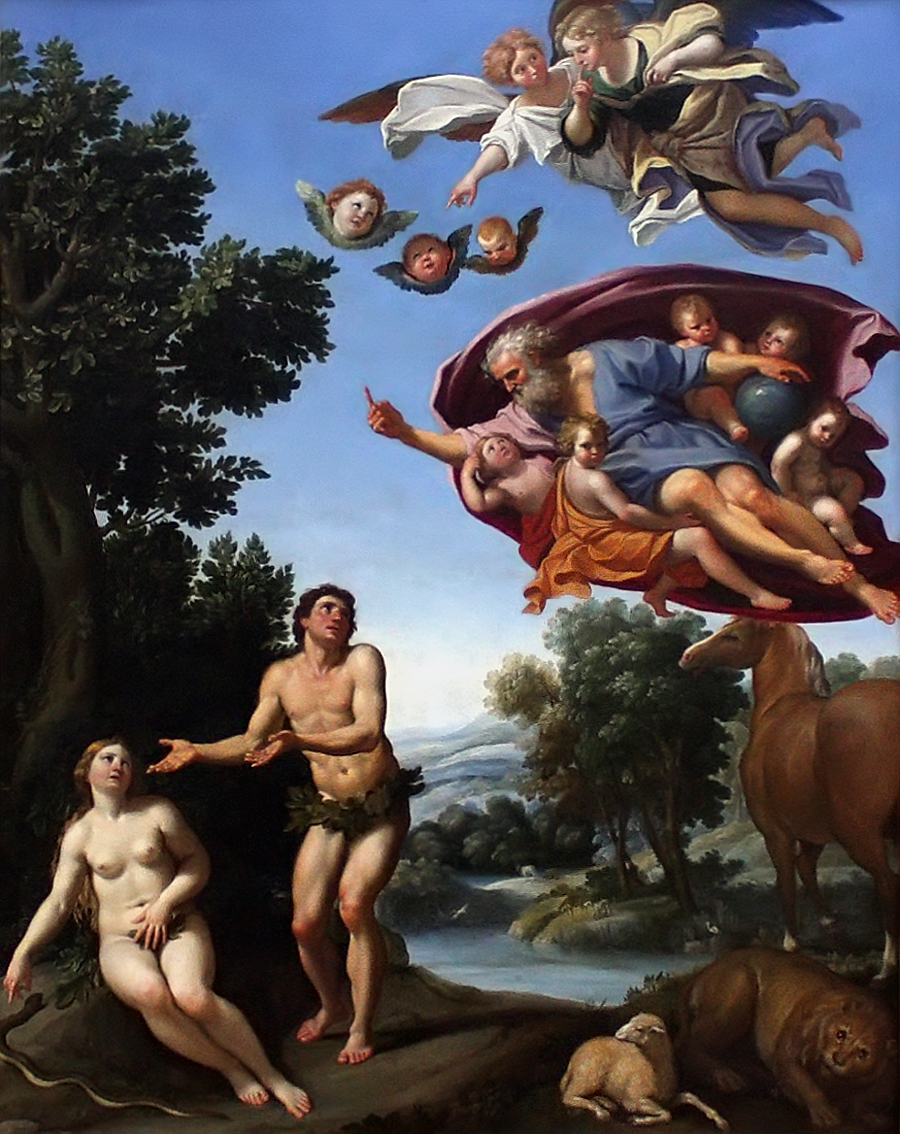
Adam et Ève (Domenico Zampieri, 1620).

Die Schöpfung (La Création) est un oratorio écrit entre 1796 et 1798 par Joseph Haydn (Hob. XXI:2). D'aucuns considèrent cet oratorio comme étant son chef-d'œuvre. Il raconte et il célèbre la création de l'Univers décrite dans le Livre de la Genèse.

## Composition
Haydn eut l'idée d'écrire un grand oratorio lors de ses visites en Angleterre en 1791-1792 et en 1794-1795, où il entendit ceux de Haendel joués par de grands orchestres. L’oratorio Israël en Égypte était possiblement de ce nombre. Il est probable que Haydn ait voulu essayer d'atteindre un résultat comparable en se servant du langage musical propre au style classique, alors à son apogée.
Il travailla à cet oratorio entre octobre 1796 et avril 1798. Cet exercice constituait aussi évidemment un acte de foi pour ce compositeur très religieux : il avait l'habitude d'écrire Gloire à Dieu à la fin de chaque œuvre terminée. Plus tard, il fit la remarque suivante : « je n'ai jamais été aussi dévot qu'à l'époque où je travaillais sur La Création ; je me jettais à genoux chaque jour pour implorer Dieu de me donner la force nécessaire pour finir mon œuvre ». Haydn composa la majeure partie de l'oratorio dans sa résidence du faubourg Mariahilf de Vienne. Cette maison est maintenant connue sous le nom de  « maison de Haydn » (Haydnhaus). À cette époque, il n'avait jamais consacré autant de temps à une seule œuvre. Pour s'expliquer, il écrivit : « J'y ai consacré beaucoup de temps parce que je savais qu'elle durerait longtemps ». En fait, il se consacra tant à son projet qu’il finit par tomber dans une longue période de maladie, juste après la première exécution de l’oratorio.
La partition autographe de Haydn est perdue depuis 1803. De nos jours, on utilise une partition publiée à Vienne en 1800. La partition « la plus authentique », celle de la Tonkünstler-Societät, datant de 1799 et annotée par Haydn, se trouve à la bibliothèque nationale de Vienne. Il y a plusieurs autres copies du manuscrit, comme l’Estate, ou encore des éditions hybrides préparées par des experts au cours des deux derniers siècles.

## Histoire du livret
Le texte de La Création a une longue histoire. Ses trois sources sont la Genèse, le Livre des Psaumes et le poème épique de John Milton Paradise Lost (Le Paradis perdu). En 1795, lorsque Haydn quitta l'Angleterre, l'impresario Johann Peter Salomon (1745-1815), qui organisait ses concerts, lui fit parvenir un nouveau poème intitulé La Création du Monde. Ce manuscrit avait déjà été proposé à Haendel, mais le vieux maître n'avait pas travaillé dessus car, à cause de son style verbeux, l'exécution de l'œuvre mise en musique aurait duré quatre heures. Le livret fut probablement transmis à Salomon par Thomas Linley père (1733-1795), un chef d'orchestre du Théâtre de Drury Lane qui dirigeait des oratorios. Linley pourrait être lui-même auteur du livret original en anglais, mais des experts tels qu’Edward Olleson, A. Peter Brown (lequel prépara une partition authentique particulièrement convaincante) et H. C. Robbins Landon, déclarent que l'auteur original reste anonyme.
Lorsque Haydn rentra à Vienne, il envoya le livret au baron van Swieten. Le baron menait plusieurs carrières en tant que diplomate, bibliothécaire responsable de la bibliothèque impériale, musicien amateur et généreux protecteur de la musique et des arts. Il fut en grande partie responsable du remaniement du livret anglais vers une traduction en allemand (Die Schöpfung), dont Haydn se servit pour la composition. Il fit également quelques suggestions à Haydn concernant l'arrangement des différents morceaux. L'ouvrage fut publié en version bilingue en 1800, et il est encore joué dans les deux langues aujourd'hui. Haydn lui-même préférait que l'œuvre fût jouée en anglais lorsqu'elle était exécutée pour un public anglophone.
Afin que l’œuvre puisse être publiée en version bilingue, Van Swieten dut reformuler le texte original anglais afin que celui-ci corresponde à sa traduction allemande. Le baron ne parlait évidemment pas couramment anglais, et sa refonte du texte original, soumise à des contraintes de mesure et parfois divergente, fut la cible de critiques et de plusieurs tentatives d'amélioration. En effet, elle est assez maladroite pour justifier que l’œuvre soit parfois jouée en allemand dans les pays anglo-saxons. Par exemple, un passage décrivant le front d’Adam, qui vient d’être créé, est rendu par : « The large and arched front sublime/of wisdom deep declares the seat. » Les diverses parties de l’œuvre seront ici indiquées en utilisant les titres de la version allemande, qui est souvent considérée comme « meilleure » pour les raisons évoquées précédemment.

## Création
Les premières exécutions de l’œuvre, en 1798, furent commanditées par un groupe de nobles citoyens, qui offrirent au compositeur une somme d’argent impressionnante pour avoir le privilège de sa création. L’imprésario anglais Salomon aurait même menacé Haydn de poursuites, déclarant que la nouvelle traduction du livret était illégale. La présentation fut donc reportée à la fin du mois d’avril (les partitions ne furent terminées qu’au Vendredi saint). L’œuvre complète fut répétée devant assistance le 29 avril.
La première exécution « publique » de l’oratorio eut lieu le lendemain au palais Schwarzenberg. Des centaines de personnes s’amassèrent dans la rue, devant le palais, afin d’entendre cette œuvre si attendue. L’entrée était sur invitation seulement. La foule invitée était constituée de riches mécènes, de hauts fonctionnaires du gouvernement, de grands compositeurs, de grands musiciens et de représentants de la noblesse de divers pays. Les gens du peuple, qui devraient se contenter d’attendre d’autres occasions d’assister à ce spectacle, étaient tellement nombreux dans les rues que le gouvernement eut recours à une trentaine d’agents de police pour contrôler la foule.
Plusieurs des invités fortunés de cette soirée en firent des comptes rendus brillants. Dans une lettre au Neue teutsche Merkur, un invité écrivit : « Déjà trois jours sont passés depuis cette soirée mémorable, et toujours la musique retentit dans mes oreilles et dans mon cœur, et, juste à y penser, je ressens une vague d’émotions qui me serrent la poitrine. »
Les billets de la première représentation véritablement ouverte au public, le 19 mars 1799, au Burgtheater de Vienne, s’envolèrent longtemps avant le spectacle, et La Création fut présentée près de quarante fois dans la ville au cours de la vie de son compositeur. L’oratorio fut présenté à Londres en avant-première l’année suivante (dans sa retraduction anglaise) au Théâtre de Covent Garden. Haydn entendit l’œuvre pour la dernière fois le 27 mars 1808, un an avant sa mort : on transporta le vieillard malade jusqu’au théâtre dans une chaise à porteurs avec grand honneur. On raconte que, au passage qui évoque la création de la lumière, l’assistance se mit à applaudir bruyamment et que « Papa Haydn », d’un geste typique, se contenta de pointer un doigt faible vers le ciel en disant : « ce n’est pas de moi que vient cette musique — c’est de là-haut ! »
La Création fut aussi jouée plus de quarante fois à l’extérieur de Vienne pendant la vie de Haydn : ailleurs en Autriche et en Allemagne, en Suisse, en Italie, en Suède, en Espagne, en Russie et aux États-Unis.
La création française eut lieu le 3 novembre 1800 à Lille sur un livret traduit en français. Mais c'est la création parisienne du 24 décembre 1800 au Théâtre des Arts, sous la baguette de Jean-Baptiste Rey qui restera dans les mémoires. C'est ce jour-là qu'en se rendant à la représentation le Premier consul faillit être victime d'un attentat.
À cette occasion, les musiciens du Théâtre des arts firent exécuter par le graveur Nicolas-Marie Gatteaux une médaille à l'effigie de Haydn, hommage au compositeur. Un exemplaire en est conservé au musée Carnavalet (ND 5049).
Son exécution dure en moyenne une heure et quarante-cinq minutes.

## Effectif musical
La Création fait appel à trois solistes (soprano, ténor et basse), à un chœur à quatre voix (soprano, alto, ténor, basse) et à un orchestre symphonique de type classique, c'est-à-dire propre à cette fin du XVIIIe siècle. L’instrumentation prévoit 3 flûtes, 2 hautbois, 2 clarinettes, 2 bassons, un contrebasson, 2 cors, 2 trompettes, 3 trombones, des timbales, le tout réuni autour de l'orchestre à cordes (le « quatuor à cordes », devenu lui aussi habituel) constitué des violons 1 et 2, des alti, des violoncelles et des contrebasses. Pour les récitatifs sec, on utilise un clavecin ou un pianoforte, déjà très répandu à cette époque.
Il semble que Haydn ait clairement voulu donner à son œuvre un son particulièrement puissant pour l’époque. Entre la première exécution privée et la première audition publique, le compositeur a ajouté des instruments à sa partition. Le Burgtheater comptait 120 instrumentistes et 60 chanteurs.
Les trois solistes représentent trois anges qui racontent et commentent les six jours de la création du monde selon la Genèse : Gabriel (soprano), Uriel (ténor) et Raphaël (basse). Dans la troisième partie, le rôle d’Adam est habituellement chanté par le soliste qui interprète l’archange Raphaël. De même, la chanteuse qui incarne l’ange Gabriel chante également le personnage d’Ève (c’est ce que Haydn pratiquait). Cependant, certains chefs d’orchestre préfèrent avoir recours à cinq solistes différents.
L’ensemble choral est employé pour une série de chœurs monumentaux, dont la plupart célèbrent la fin de chaque jour de la Création.
L’orchestre joue souvent seul, notamment pour les épisodes de « peinture musicale » : l’apparition du soleil, la création de divers animaux et, par-dessus tout, au cours de l’ouverture, la fameuse représentation du chaos avant la création.

## Découpage de l’œuvre
La Création se divise en trois parties, dont les morceaux sont indiqués ci-dessous. Comme c’est le cas dans la plupart des oratorios, les pièces musicales (arias et chœurs) sont souvent précédées par un bref récitatif ; dans La Création, les récitatifs sont des citations du livre de la Genèse, qui servent à introduire les airs et les chœurs, lesquels développent le récit biblique en vers.

### Première partie
La première partie raconte la création de la lumière primaire, de la terre, des corps célestes, des étendues d’eau, du temps et de la vie végétale.
no 1. Vorspiel. Die Vorstellung des Chaos (Prélude : la représentation du Chaos) 
L’un des morceaux les plus célèbres de l’œuvre ; il s’agit d’une ouverture en do mineur, à tempo lent, écrite en forme sonate. Haydn y dépeint le chaos en omettant les cadences à la fin des phrases musicales.
no 2. Rezitativ und Chor : Im Anfang schuf Gott Himmel und Erde (Au commencement, Dieu créa le ciel et la terre)
Ce mouvement est consacré aux quatre premiers vers de la Genèse. Il débute par un récitatif pour basse en do mineur suivi par une représentation de la création de la lumière. Cette dernière est dépeinte d’abord par une phrase jouée doucement, en pizzicato, par les cordes, puis par un puissant fortissimo théâtral sur le mot Licht (lumière), avec une modulation vers le ton de do majeur.
Cet effet théâtral est renforcé par l'interprétation du chœur, fondu puis presque morendo sur « Und Gott sprach : Es werde Licht. Und es ward Licht ». L'éclairage musical devient subitement éclatant sur le mot Licht (lumière). Mieux encore, si l'on choisit de faire régner une ambiance lumineuse extrêmement sombre sur la scène, on oblige à ce moment le chœur à chanter de mémoire, avant que l'éclat des spots n'éblouisse cette scène à l'apparition de la lumière (cf. Salle Gaveau le 17 décembre 2010).
On raconte que ce moment créa beaucoup d’émoi lors de la première représentation publique à Vienne.
À la suite de l’apparition de la lumière, un bref récitatif par le ténor poursuit la narration : « Dieu vit que la lumière était bonne », introduisant le morceau suivant :
no 3. Arie und Chor : Nun schwanden vor dem heiligen Strahle (Vaincus par les éclairs divins) 
Cet air en la majeur, pour ténor avec chœur, est une paraphrase du bannissement de Satan et de ses anges rebelles du Paradis, d’après Le Paradis perdu de John Milton.
Le contraste est très net dans le chœur entre la phrase du bannissement « Verzweiflung, Wut und Schrecken… » (désespoir, rage et terreur) articulée avec véhémence et la deuxième phrase sotto voce « Und eine neue Welt entspringt auf Gottes Wort » (Et un monde nouveau surgit de la parole de Dieu).
Fin du premier jour
no 4. Rezitativ : Und Gott machte das Firmament (Et Dieu créa l’étendue du firmament) 
Il s’agit d’un long récitatif pour basse en do majeur qui débute par les mots de la Genèse 1:6-7, puis se poursuit par un épisode de peinture musicale décrivant la séparation des eaux et de la terre ainsi que les premières tempêtes.
Comme dans tous les récitatifs descriptifs de la Création, le chant du soliste est un commentaire post-musical et non une annonce du motif suivant. On notera les effets de bourrasque dans l'orchestre dont le point culminant se situe aux mesures 25 et 26 avec le roulement de la timbale pour symboliser l'orage, puis les triolets piqués des mesures 27 à 30 figurant les gouttes de pluie, enfin, après l'averse de grêle, la douce chute des flocons de neige interprétée par des pupitres décalés entre les mesures 38 et 51.
no 5. Solo mit Chor : Mit Staunen sieht das Wunderwerk (La glorieuse hiérarchie des Cieux / contemple avec stupeur la création) 
Pour soprano avec chœur, en do majeur. Les anges du ciel font louange à Dieu pour le travail accompli pendant le deuxième jour. La phrase principale répétée par le chœur avec conviction est « Des Schöpfers Lob… » (la louange du Créateur).
Fin du deuxième jour
no 6. Rezitativ : Und Gott sprach: Es sammle sich das Wasser (Dieu dit : Que les eaux) 
Court récitatif pour basse (Genèse 1:9-10), introduction au prochain morceau :
no 7. Arie : Rollend in schäumenden Wellen (La mer se déchaîne en vagues écumeuses)
Cet air pour basse en ré mineur raconte la création des mers, des montagnes, des rivières et finalement, dans la coda en majeur, des ruisseaux. Le style de cette pièce semble s’inspirer des « airs de vengeance » que l’on retrouve souvent dans les opéras bouffe du XVIIIe siècle, comme La vendetta, dans Les noces de Figaro de Mozart.
Il y a une évolution entre la description de la mer agitée avec ses vagues et ses remous vers une partie majestueuse mais plus apaisée à partir de B (mesure 45) et enfin une dernière partie plus intime évoquant l'écoulement discret du ruisseau à partir de C (mesure 73).
no 8. Rezitativ : Und Gott sprach: Es bringe die Erde Gras hervor (Puis Dieu dit : Que la terre produise de la verdure)
Bref récitatif pour soprano (Genèse 1:11), puis :
no 9. Arie : Nun beut die Flur das frische Grün (La flore enveloppée d’un frais manteau vert)
Air pour soprano en si bémol majeur, sur un rythme de sicilienne, racontant la création des plantes.
L'élégant andante à 6/8 est en harmonie avec l'épanouissement des fleurs et des plantes : c'est l'expression du premier printemps de la Terre.
no 10. Rezitativ : Und die himmlischen Heerscharen erkündigten (Et les anges du Paradis proclamèrent le troisième jour)
Récitatif pour ténor, aboutissant à :
no 11. Chor : Stimmt an die Saiten (Pincez les cordes)
Ce chœur festif annonce le début du troisième jour. Il comprend une fugue à quatre voix sur les mots : « Il a paré le ciel et la terre d'une merveilleuse splendeur. »
À noter le départ quasi instantané du chœur sur la deuxième moitié du premier temps (tempo vivace) et qui nécessite une extrême concentration, à remarquer également le côté léger du départ de la fugue « Denn er hat Himmel und Erde bekleidet im herrlicher Pracht » (Alors il a paré le ciel et la terre d'une merveilleuse splendeur) qui est typique du côté « bonhomme » de Haydn (conseil d'interprétation musicale), même si certains chefs lui préfèrent une interprétation plus massive et wagnérienne.
Fin du troisième jour
no 12. Rezitativ : Und Gott sprach: Es sei'n Lichter an der Feste des Himmels (Dieu dit : Qu’il y ait des luminaires dans l’étendue du ciel)
Récitatif pour ténor, tiré de Genèse 1:14-16.
no 13. In vollem Glanze steiget jetzt die Sonne (Le Soleil, d’une éclatante splendeur, se lève)
Avec la narration du ténor, l’orchestre reproduit un splendide lever de Soleil, puis l’apparition mystique de la lune. La mélodie du lever de Soleil est toute simple : dix notes de la gamme de ré majeur harmonisées de façon diverses (andante); la Lune, elle, se lève dans la gamme de sol, sous-dominante de celle de ré, en un passage composé de gammes ascendantes (pianissimo, a tempo più adagio à partir de la mesure 26). La fin du récitatif fait une brève allusion aux étoiles nouvellement créées, puis introduit le chœur qui suit :
no 14. Terzett und Chor : Die Himmel erzählen die Ehre Gottes
(Les cieux racontent la gloire de Dieu)
Voici le chœur le plus puissant de La Création, l’une de ses pièces les plus populaires.
Die Himmel erzählen n’est pas dans la tonalité maîtresse de la première partie, le do mineur, mais plutôt en do majeur, pour symboliser le triomphe de la lumière sur les ténèbres. Le morceau débute par une alternance de chœurs festifs et de séquences méditatives par les trois solistes, suivie par une grande fugue chorale sur les mots : « Und seiner Hände Werk zeigt an das Firmament » (Et le Firmament affiche la grandeur de son travail), pour se terminer avec une grande section homophonique. L’intensité remarquable du finale peut s’expliquer par le fait que Haydn accumule les codas, donnant à l’auditeur l’impression d’avoir atteint un point culminant à chaque fois.
Fin du quatrième jour

### Deuxième partie
La seconde partie célèbre la création des créatures marines, des oiseaux, des animaux et enfin de l'homme.
no 15. Rezitativ : Und Gott sprach: Es bringe das Wasser in der Fülle hervor (Et Dieu dit : que les eaux produisent un grand nombre d'êtres mobiles et vivants)
Récitatif (Gabriel)
no 16. Arie : Auf starkem Fittiche schwinget sich der Adler stolz (De son aile puissante, l'aigle s'élance fièrement)
Air (Gabriel). Moderato en fa majeur.
Pièce remarquable par son instrumentation, avec les chants des oiseaux et leur vol gracieux mis en valeur par le chant de la soprano et les interventions de la petite harmonie : la clarinette (chant de l'alouette), les flûtes (rossignol) et les bassons (roucoulement des ramiers), sans oublier les trilles vocaux : mesures 68, 70, 75, puis 97, 99, 104, enfin 114, 193 et 194 qui exigent des interprètes une haute maîtrise vocale.
no 17. Rezitativ : Und Gott schuf große Walfische (Et Dieu créa les baleines)
Récitatif accompagné (Raphael).
C'est un long récitatif profond et grave qui exprime l'immensité et la profondeur des océans et le ballet lent et majestueux des grands cétacés.
no 18. Rezitativ : Und die Engel rührten ihr' unsterblichen Harfen (Et les anges firent vibrer leurs harpes éternelles)
Récitatif (Raphael)
no 19. Terzett und Chor : In holder Anmut stehn (Gracieuses et charmantes, les collines se dressent)
Trio (Gabriel, Uriel, Raphael) et chœur. Moderato vivace en la majeur.
Le début du morceau est une référence non déguisée à « La ci darem la mano » du Don Giovanni de feu Mozart disparu huit ans plus tôt, ce morceau léger et allègre débouche après un ralenti sur « Wer fasset ihre, ihre Zahl? » (qui peut saisir leur nombre ?) sur l'entame du vivace « Der Herr ist groß in seiner Macht… » (Le Seigneur est grand dans sa puissance)…
…repris par le chœur : Der Herr ist groß in seiner Macht/Und ewig bleibt sein Ruhm (Le Seigneur est grand dans sa puissance et sa gloire demeure éternelle)
À noter aux mesures 157-158, l'affirmation de « Und ewig » (Et éternelle) suivie d'une note tenue par les trois pupitres sopranos, altos et ténors pendant quatre mesures et la montée chromatique des basses pendant ce temps « ewig bleibt sein Ruhm » (sa gloire demeure éternelle) qui apportent un cachet original à ce chœur.
no 20. Rezitativ : Und Gott sprach: Es bringe die Erde hervor (Et Dieu dit : que la terre engendre les êtres vivants)
Récitatif (Raphael) qui débouche sur…
no 21. Rezitativ : Gleich öffnet sich der Erde Schoss (Alors le sein de la terre s'ouvrit)
Récitatif (Raphael)
Ce long récitatif est à corréler avec le numéro 4, à ceci près c'est que le commentaire post-musical concerne les animaux et non l'eau du ciel.
Citons dans l'ordre : 
1. les rugissements du lion ponctués par les trombones entre les mesures 7 et 10
2. les rugissements plus discrets et suivis de soubresauts du tigre avec les triolets de triples croches, mesure 16
3. les grands bonds majestueux du cerf dans la forêt figurés par les cordes à 6/8, mesures 19 à 25
4. le trot affirmé en notes piquées du cheval entre les mesures 28 et 33
5. le brusque changement d'atmosphère du presto à l’andante champêtre évoquant le bœuf et les moutons dans les près
6. le fourmillement des insectes (mesure 54)
7. enfin le lent mouvement adagio des vers et des serpents qui rampent (à partir de la mesure 58)

Fin du cinquième jour
no 22. Rezitativ : Nun scheint in vollem Glanze der Himmel (Alors le ciel brille de tout son éclat)
Récitatif (Raphael)
Ce brillant récitatif maestoso évoque la perfection de la Création mais une sensation de manque apparaît et le poids trop lourd des animaux sur la terre est évoqué par les grondements des cuivres.
La reprise du thème majeur évoque la solution : « Dem ganzen fehlte das Geschöpft, das Gottes Werke dankbar sehn » (Il manque à l'ensemble une créature, un être qui admirera plein de reconnaissance l'œuvre de Dieu)
no 23. Rezitativ : Und Gott schuf den Menschen nach seinem Ebenbilde (Et Dieu créa l'homme à son image)
Récitatif (Uriel)
no 24. Arie : Mit Würd und Hoheit angetan (Fait de dignité et de noblesse)
Air (Uriel)
Dans cet air, la description de l'homme est accompagnée par des interventions du basson, celle de la femme par les cordes avec des solos de hautbois et flute pour symboliser l'harmonie et le bonheur du couple (mesure 79-80 et 84-85)
no 25. Rezitativ : Und Gott sah jedes Ding, was er gemacht hatte (Et Dieu vit tout ce qu'il avait fait, et c'était bien)
Récitatif (Raphael)
Fin du sixième jour
La création est achevée et louée par le morceau qui suit…
no 26. Terzett und Chor : Vollendet ist das grosse Werk (La grande œuvre est achevée)
D'abord il y a un premier choral entamé par le chœur (ce numéro est le plus influencé par Jean-Sébastien Bach, à interpréter strictement en mesure). Noter le fragment « Aus unsre Freud erschalle laut,erschalle laut » (Aussi notre joie éclate bien haut, éclate bien haut) entamé par les basses avec réponse des ténors puis de même entre altos et sopranos.
Ensuite, « Zu dir, o Herr, blickt alles auf » (Vers toi, ô Seigneur, tous tournent leurs regards)
C'est l'intervention poco adagio des solistes, très ralentie par rapport à l'exaltation du chœur.
REPRISE du choral suivi d'une fugue : Vollendet ist das große Werk (La grande œuvre est achevée), à noter que les quatre premières notes sont des valeurs courtes (seules la première et troisième le sont dans le premier choral) puis le changement de paroles : « Des Herren Lob sei unser Lieb » (Que notre chant soit la louange de Dieu) qui remplace « Der Schöpfer sieht's und freude sich » (Le Créateur vit cela et s'en réjouit).
La suite est une fugue dont le sujet (lyrique) est « Alles lobe seinen Namen… » et le contre-sujet (détaché) « Denn er allein ist hoch erhaben… » (Que tous célèbrent son nom car lui seul est grand).

### Troisième partie
La troisième partie fait référence au septième jour où Dieu se repose et contemple son œuvre. Cette partie exprime surtout le bonheur amoureux d'Adam et Ève.
no 27. Rezitativ : Aus Rosenwolken bricht/Geweckt durch süßen Klang/Der Morgen jung und schön (Parmi les nuages roses apparaît, éveillé par de doux accents, le matin jeune et beau)
Ce numéro est introduit par un largo instrumental en mi majeur, puis Uriel décrit le bonheur du couple introduisant le duo ponctué par le chœur…
no 28. Duett mit Chor : « von deiner Güt', o Herr und Gott… Der Sterne hellster, o wie schön verkündest du den Tag… Wir preisen dich in Ewigkeit » (De tes bienfaits Ô Seigneur Dieu… Ô toi la plus claire des étoiles, avec quelle splendeur annonces-tu le jour… Nous te glorifions pour l'éternité).
C'est le plus long morceau de l'œuvre, en fa majeur, avec des chassés-croisés entre les solistes et le chœur.
À l'annonce du monde si grand, si merveilleux « so groß, so wunderbar » suit « Deiner Gut… » (tes bienfaits) où le chœur s'immisce « Gesegnet sei des Herren Macht, sein Lob erschall' in Ewigkeit » (Bénie soit la puissance du Seigneur, que sa louange soit éternelle).
Suit un passage allegretto (à C, mesure 48) qui va rythmer l'œuvre jusqu'à la fin. Une mesure avant D (82), le chœur s'immisce encore avec « Macht kund auf eurer weiten Bahn, des Herren Macht und seinen Ruhm » (Que la puissance soit proclamée sur votre vaste cours, la puissance du Seigneur et sa gloire)
La troisième incursion du chœur se situe à E (mesure 146), dans le passage en la bémol « Lobsinget alle Gott dem Herrn, groß wie sein Nam' ist seine Macht » (Chantez tous Dieu, le Seigneur, aussi grande que son nom est sa puissance).
Le seul passage plus sombre évolue du mi bémol mineur au fa mineur à l'intervention du chœur « Ihr, ihr, Tiere preiset alle Gott! Ihn lobe, was nur Odem hat ! » (Vous, vous les animaux, priez tous Dieu, que le loue tout ce qui respire !).
Le thème dansant de l'allegretto reprend à la mesure 226 et, enfin, à G (mesure 263), c'est le grand chœur qui s'exprime : « Heil dir, o Gott, o Schöpfer, Heil! Aus deinem Wort entstand die Welt ! » (Gloire à toi, ô Dieu, ô Créateur, gloire! D'un mot de toi le monde est né) puis suit un passage d'une étonnante modernité avec des arpèges en doubles croches de l'orchestre ponctué par les interventions marquées du chœur « Dich beten Erd' und Himmel an, … » (La terre et le ciel t'adorent) finalisées par la phrase éclatante « Wir preisen dich in Ewigkeit ! » (Nous te glorifions pour l'éternité).
no 29. Rezitativ : Nun ist die erste Pflicht erfüllt (Notre premier devoir est accompli, nous avons remercié le Créateur)
Récitatif non accompagné d'Adam, puis Ève amenant au duo amoureux de l'époux et de l'épouse…
no 30. Duett : Holde Gattin… Der tauende Morgen (Chère épouse… La rosée du matin) à « Holde Gattin » répond « Teurer Gatte » (tendre épouse, cher époux) et à la rosée du matin répond la fraîcheur du soir, puis au jus sucré des fruits répond le doux parfum des fleurs 
C'est un Adagio en mi bémol majeur pendant lequel Adam et Ève chantent leur bonheur d'être ensemble
no 31. Rezitativ : O glücklich Paar (Ô couple heureux)
Récitatif non accompagné d'Uriel
C'est l'avertissement : Ô couple heureux, qui demeurera heureux si aucun aveuglement ne vous pousse à vouloir plus que vous n'avez et à savoir plus que vous ne devez !
no 32. Chor : Singt dem Herren alle Stimmen Des Herren Ruhm, er bleibt in Ewigkeit! Amen! (Que toutes les voix chantent le Seigneur… La gloire du Seigneur est éternelle ! Amen !)
Le finale de l'œuvre commence andante avec une extraordinaire majesté « Singt dem Herren alle Stimmen! Dankt ihm alle seine Werke! Lasst zu Ehren seines Namens Lob im Wettgesang erschallen! » (Que toutes les voix chantent le Seigneur! Que tous louent son œuvre! Faisons retentir un chant de louange en l'honneur de son nom !)
Puis c'est la fugue finale très enlevée allegro, c'est le grand morceau de bravoure du chœur ponctué par des vocalises des solistes à C (mesures 36 à 40) et entre les mesures 60 et 64.
Et l'œuvre de finir de manière grandiose par deux Amen.

## Sources
- « Franz Josepf Haydn - Hob. XXI »(Archive.org • Wikiwix • Archive.is • Google • Que faire ?), sur uquebec.ca (consulté le 8 juillet 2009)
- Partition no 118, Édition Breitkopf : Die Schöpfung
- Joseph HAYDN, Die Schöpfung/La Création
- Texte de Gottfried van Swieten d'après l'œuvre de John Milton « Paradise lost » (traduction de Gabriel Cervone)
- Livret de l'enregistrement Deutsche Grammophon (dir. Herbert von Karajan)
- « Chœur Symphonique de Paris »